# Тобин Хит
Тобин Пауел Хит (енгл. Tobin Powell Heath; 29. мај 1988) је америчка фудбалерка која наступа за Арсенал и репрезентацију САД.

## Каријера
Професионалну каријеру је започела потписавши за клуб Атланта Бит 2010. године међутим већину мечева је пропустила због повреде. Већ децембра је прешла у клуб Скај Блу где је имала 12 појављивања, од тога је у 3 мечева била од почетка утакмице.
Године 2012. се прикључила тиму Њујорк Фури где је имала само једно појављивање а исте године је и позвана да игра за национални тим.
Године 2013. је прешла у ПСЖ где је потписала шестомесечни уговор где је остала до маја исте године. Дала је 5 голова у 12 наступа.
Од 2013. године наступа за Портланд Торнс.
Већину сезоне 2016/17 није играла због повреде леђа те се вратила на терен августа али је почетком следеће године имала операцију.

## Репрезентација
Дебитовала је за репрезентацију 2008. године у утакмици против Финске јануара.
Играла је на Светском првенству 2011. године где јој је први наступ био против Колумбије.
На Олимпијским играма 2012. године је имала 6 наступа где је направила три асистенције.
На Светском првенству 2015. године је имала укупно 5 наступа са једним поготком.
На следећим Олимпијским играма 2016. године, је имала три наступа и две асистенције за гол.
Следеће године је имала паузу у репрезентацији због повреде.
Године 2018. је укупно забележила 7 голова, 6 асистенција и 10 наступа. Била је исте године номинована за фудбалерку године али је Алекс Морган добила ту награду.